# Норвегия на летних Олимпийских играх 1948
Норвегия принимала участие в Летних Олимпийских играх 1948 года в Лондоне (Великобритания) в девятый раз за свою историю, и завоевала одну золотую, три серебряных и три бронзовые медали.

## Медалисты
| Медаль  | Спортсмен | Вид спорта                  | Дисциплина                                            |
| ------- | --- | --------------------------- | ----------------------------------------------------- |
| Золото  | Тор Торвалдсен Сигве Лие Хокон Барфод                                                                                                  | Парусный спорт              | Мужчины, «Дракон»                                     |
| Серебро | Ивар Матисен Кнут Эстбю | Гребля на байдарках и каноэ | Мужчины, байдарка-двойка, 10000 метров                |
| Серебро | Бьёрн Пёульсон | Лёгкая атлетика             | Мужчины, прыжки в высоту                              |
| Серебро | Оге Эриксен | Греко-римская борьба        | Мужчины, 62-67 кг                                     |
| Бронза  | Кристоффер Лепсэе Торстейн Крокенес Харалд Крокенес Ханс Хансен Халфдан Гран Ольсен Лейф Несс Тор Педерсен Карл Монссен Сигурд Монссен | Академическая гребля        | Мужчины, восьмёрка с рулевым                          |
| Бронза  | Эйвинд Скабо | Гребля на байдарках и каноэ | Мужчины, байдарка-одиночка, 10000 м                   |
| Бронза  | Вилли Рёгеберг | Стрельба пулевая            | Мужчины, произвольная винтовка, 300 метров, 3 позиции |